# Суренский сельсовет
Суренский сельсовет — муниципальное образование в Зианчуринском районе Башкортостана.

## История
Согласно «Закону о границах, статусе и административных центрах муниципальных образований в Республике Башкортостан» имеет статус сельского поселения.

## Население
| 2002  | 2009  | 2010  | 2012  | 2013  | 2014  | 2015  |
| ----- | ----- | ----- | ----- | ----- | ----- | ----- |
| 1563  | ↗1609 | ↘1462 | ↘1445 | ↘1385 | ↘1369 | ↘1303 |
| 2016  | 2017  |       |       |       |       |       |
| ↗1308 | ↗1313 |       |       |       |       |       |

## Состав сельского поселения
| № | Населённый пункт | Тип населённого пункта       | Население |
| - | ---------------- | ---------------------------- | --------- |
| 1 | Кугарчи          | село, административный центр | ↘856      |
| 2 | Каргала          | деревня                      | ↘186      |
| 3 | Кинзябулатово    | деревня                      | ↗183      |
| 4 | Худабандино      | деревня                      | ↘112      |
| 5 | Малый Муйнак     | деревня                      | ↗96       |
| 6 | Богдановка       | деревня                      | ↘29       |